# WTA Finals 2022
Finala WTA 2022 este un turneu de tenis feminin organizat de Asociația de Tenis pentru Femei (WTA), ca parte a Turului WTA 2022. Este cea de-a 51-a ediție a competiției de simplu și cea de-a 46-a ediție a competiției de dublu.
Turneul a fost programat inițial să aibă loc la Centrul Sportiv Shenzhen Bay din Shenzhen, China. Cu toate acestea, pe 2 decembrie 2021, președintele WTA Steve Simon a anunțat că toate turneele programate să aibă loc atât în China, cât și în Hong Kong vor fi suspendate începând cu 2022, din cauza îngrijorărilor cu privire la securitatea jucătoarei de tenis Peng Shuai după ce ea făcut acuzații de agresiune sexuală împotriva lui Zhang Gaoli, un membru de rang înalt al Partidului Comunist Chinez, și din cauza restricțiile de călătorie din cauza pandemiei de COVID-19 în China continentală.
La 6 septembrie 2022, WTA a anunțat că evenimentul va avea loc la Dickies Arena din Fort Worth, Texas, Statele Unite, între 31 octombrie și 7 noiembrie 2022.

## Campioni

### Simplu feminin
Pentru mai multe informații consultați WTA Finals 2022 – Simplu

### Dublu feminin
Pentru mai multe informații consultați WTA Finals 2022 – Dublu

## Jucătoare calificate

### Simplu
| # | Jucătoare       | Puncte | Dată calificare |
| - | --------------- | ------ | --------------- |
| 1 | Iga Świątek     | 10.335 | 12 septembrie   |
| 2 | Ons Jabeur      | 4.555  | 12 septembrie   |
| 3 | Jessica Pegula  | 4.316  | 13 octombrie    |
| 4 | Coco Gauff      | 3.271  | octombrie       |
| 5 | Maria Sakkari   | 3.121  | 21 octombrie    |
| 6 | Caroline Garcia | 3.000  | 19 octombrie    |
| 7 | Arina Sabalenka | 2.970  | 20 octombrie    |
| 8 | Daria Kasatkina | 2.935  | 20 octombrie    |

### Dublu
| # | Jucătoare                             | Puncte | Dată calificare |
| - | ------------------------------------- | ------ | --------------- |
| 1 | Barbora Krejčíková Kateřina Siniaková | 4.651  | 12 septembrie   |
| 2 | Gabriela Dabrowski Giuliana Olmos     | 4.335  | 26 septembrie   |
| 3 | Coco Gauff Jessica Pegula             | 4.086  | 14 octombrie    |
| 4 | Veronika Kudermetova · Elise Mertens  | 3.770  | 13 octombrie    |
| 5 | Liudmila Kicenok Jeļena Ostapenko     | 3.745  | 13 octombrie    |
| 6 | Xu Yifan Yang Zhaoxuan                | 3.580  | 19 octombrie    |
| 7 | Anna Danilina Beatriz Haddad Maia     | 3.235  | 22 octombrie    |
| 8 | Desirae Krawczyk Demi Schuurs         | 3.180  | 20 octombrie    |

## Premii în bani și puncte
Premiul total pentru finala WTA 2022 este de 5.000.000 USD.
| Etapă                                                                       | Premiu bani      | Premiu bani    | Puncte   |
| Etapă                                                                       | Simplu           | Dublu1         | Puncte   |
| --------------------------------------------------------------------------- | ---------------- | -------------- | -------- |
| Campioană                                                                   | RR + 1.240.000 $ | RR + 250.000 $ | RR + 750 |
| Finalistă                                                                   | RR + 420.000 $   | RR + 80.000 $  | RR + 330 |
| Semifinalistă                                                               | RR + 30.000 $    | RR + 5.000 $   | RR       |
| Câștigătoare round robin per meci                                           | +110.000 $       | +20.000 $      | 250      |
| Învinsă round robin per meci                                                | N/A              | N/A            | 125      |
| Premiu participare                                                          | 110.000 $        | 50.000 $       | N/A      |
| RR reprezintă punctele sau premiile în bani câștigate în etapa round robin. |                  |                |          |

- 1 Premiul în bani pentru dublu este per echipă.
- O campioană neînvinsă ar câștiga maximum 1.500 de puncte și 1.680.000 $ la simplu sau 360.000 $ la dublu.